# Tangbo-Djevié
Tangbo-Djevié ist eine Stadt und ein Arrondissement im Departement Atlantique in Benin. Es ist eine Verwaltungseinheit, die der Gerichtsbarkeit der Kommune Zè untersteht.

## Demografie und Verwaltung
Gemäß der Volkszählung 2013 des beninischen Statistikamtes INSAE hatte das Arrondissement 14628 Einwohner, davon waren 7050 männlich und 7578 weiblich.
Von den 101 Dörfern und Quartieren der Kommune Zè entfallen 13 auf Tangbo-Djevié:
1. Adjago
2. Agbodjèdo
3. Anavié
4. Avléssa
5. Azonkanmè
6. Djitin-Aga
7. Glégbodji-Agah
8. Glégbodji-Do
9. Houézè
10. Tangbo-Aga
11. Tangbo-Do
12. Tanmey
13. Yèvi